# Cratere Manikaran
Manikaran è un cratere sulla superficie di Gaspra.